# Boyeria karubei
Boyeria karubei är en trollsländeart som beskrevs av Yokoi 2002. Boyeria karubei ingår i släktet Boyeria och familjen mosaiktrollsländor. IUCN kategoriserar arten globalt som livskraftig. Inga underarter finns listade i Catalogue of Life.